# Canton de Ribeauvillé
Le canton de Ribeauvillé est une ancienne division administrative française, située dans le département du Haut-Rhin, en région Grand Est. Le canton de Ribeauvillé faisait partie de la deuxième circonscription du Haut-Rhin.
Il disparaît à l'occasion des élections départementales de 2015. Les communes qui le composaient rejoignent le canton de Sainte-Marie-aux-Mines.

## Composition
Le canton de Ribeauvillé regroupait 10 communes :

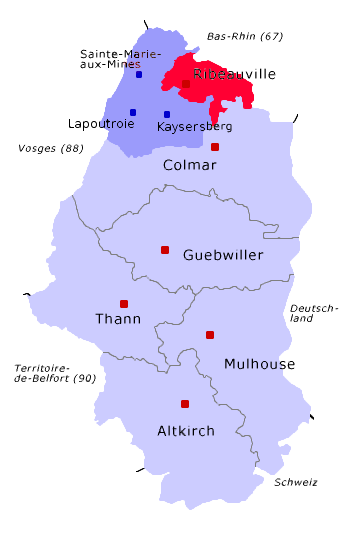
Représentation du canton de Ribeauvillé au sein de l'arrondissement de Ribeauvillé et du département du Haut-Rhin.

- Bergheim
- Guémar
- Hunawihr
- Illhaeusern
- Ostheim
- Ribeauvillé (chef-lieu)
- Rodern
- Rorschwihr
- Saint-Hippolyte
- Thannenkirch

## Représentation

### Conseillers généraux de 1833 à 1871 et de 1919 à 2015
| Période | Période           | Identité                                                      | Étiquette                | Qualité |
| ------- | ----------------- | ------------------------------------------------------------- | ------------------------ | --- |
| 1833    | 1838              | Chrétien Charles Steiner                                      |                          | Négociant en grains à Strasbourg puis minotier à Ribeauvillé                                               |
| 1838    | 1848              | Chrétien Frédéric (Christian Friedrich) Saltzmann (1785-1868) |                          | Fabricant Maire de Ribeauvillé                                                                             |
| 1848    | 1852              | Jean Becker                                                   |                          | Maire de Guémar                                                                                            |
| 1852    | 1854 (décès)      | Jean François Louis Auguste Marande                           | Majorité gouvernementale | Conseiller à la Cour de Colmar Député (1845-1846)                                                          |
| 1854    | 1861 (décès)      | Comte Adolphe de Boubers-Abbeville                            |                          | Secrétaire général au Ministère des Finances et Conseiller d'Etat Ancien Receveur général du Haut-Rhin     |
| 1861    | 1868 (décès)      | Chrétien Frédéric Saltzmann                                   |                          | Ancien Maire de Ribeauvillé                                                                                |
| 1868    | 1870              | Guillaume Weisgerber                                          |                          | Docteur en médecine Conseiller municipal de Ribeauvillé                                                    |
|         |                   |                                                               |                          | |
| 1919    | 1922 (décès)      | Eugène Constant Tempé                                         | UPR                      | Négociant en vin à Ribeauvillé                                                                             |
| 1922    | 1931              | Alphonse Haag                                                 | UPR Centriste            | Docteur en médecine à Ribeauvillé                                                                          |
| 1931    | 1940              | Auguste Sipp (1889-1963)                                      | UPR                      | Négociant en vins à Ribeauvillé Président du Conseil Général                                               |
|         |                   |                                                               |                          | |
| 1945    | 1951              | Alphonse Haag                                                 | MRP                      | Médecin à Ribeauvillé                                                                                      |
| 1951    | 1964              | Auguste Gsell                                                 | MRP                      | Viticulteur, maire de Saint-Hippolyte (1953-1966)                                                          |
| 1964    | 1993 (décès)      | Pierre Walter                                                 | DVD                      | Médecin Maire de Bergheim (1985-1993)                                                                      |
| 1994    | 1994 (annulation) | Bernard Chasseuil                                             | DVD                      | Maire d'Ostheim                                                                                            |
| 1994    | 2008              | Pierre Schmitt                                                | Les Verts                | Instituteur puis professeur Maire de Ribeauvillé (1995-2001)                                               |
| 2008    | 2015              | Pierre Bihl                                                   | UMP                      | Cadre bancaire retraité Maire de Bergheim (2001-2020) Elu en 2015 dans le Canton de Sainte-Marie-aux-Mines |

### Conseillers d'arrondissement (de 1833 à 1871 et de 1919 à 1940)
Le canton de Ribeauvillé avait deux conseillers d'arrondissement à partir de 1919.
De 1833 à 1871, il appartenait à l'arrondissement de Colmar.
| Période                                  | Période | Identité                        | Étiquette       | Qualité |
| ---------------------------------------- | ------- | ------------------------------- | --------------- | --- |
| 1833                                     | 1842    | Mathieu Radat (1794-1871)       |                 | Aubergiste, maire de Bergheim                                                                               |
| 1842                                     | 1845    | Augustin Baumann                |                 | Propriétaire pépiniériste à Bollwiller                                                                      |
| 1845                                     | 1848    | M. Breitel                      |                 | Propriétaire à Saint-Hippolyte                                                                              |
|                                          |         |                                 |                 | |
| ?                                        | ?       | Georges Biecher (1826-1896)     |                 | Maire de Saint-Hippolyte                                                                                    |
|                                          |         |                                 |                 | |
| 1919                                     | 1928    | Paul Eugène Biecher (1868-1937) | Union nationale | Maire de Saint-Hippolyte                                                                                    |
| 1919                                     | 1934    | Joseph Krumb                    | Union nationale | Propriétaire à Ribeauvillé                                                                                  |
| 1928                                     | 1934    | M. Biehl                        | UPR             | |
| 1934                                     | 1940    | Ignace Mathebs                  | UPR             | Adjoint au maire de Bergheim                                                                                |
| 1934                                     | 1940    | Joseph Schwach (1866-1948)      |                 | Viticulteur à Ribeauvillé                                                                                   |
| 1940                                     |         |                                 |                 | Les conseils d'arrondissement ont été suspendus par la loi du 12 octobre 1940 et n'ont jamais été réactivés |
| Les données manquantes sont à compléter. |         |                                 |                 | |